# Klasse Kriminale
Klasse Kriminale és un grup de punk rock italià format a la regió de la Ligúria el 1985. El seu so és una fusió d'oi!, punk rock, ska i reggae. Les seves lletres tracten de qüestions socials com el treball, l'atur, les drogues, els mitjans de comunicació, la vida al carrer i les bretxes generacionals. Les seves influències inclouen The Clash, Sham 69, Angelic Upstarts i The Specials.
El 1988, després d'alguns canvis de formació, Klasse Kriminale va gravar el seu primer senzill. El 1989 va gravar el seu àlbum de debut, Ci incotreremo ancora un giorno. El grup ha tocat en esdeveniments i festivals antiracistes i antifeixistes.
El cantant principal del grup, Marco, va crear el fanzín Kriminal Class i ha produït els àlbums recopilatoris Oi! It's A World League, Oi! Against Silvio, Oi! Against Racism i Stay Punk!.

## Discografia

### Àlbums d'estudi
- Odiati e fieri skinheads, 1988
- Ci incontreremo ancora un giorno, 1989
- Faccia a faccia, 1991
- I ragazzi sono innocenti, 1993
- I Know This Boy, 1999
- Electric caravanas, 1999
- Stai vivendo o stai sopravvivendo?, 2001
- Welcome to Genoa, 2002
- Klasse Kriminale, 2005[4]
- Strength & Unity, 2007
- The Rise and Fall of The Stylish Kids... OI! Una storia, 2010
- Rude Club, 2014
- Vico dei ragazzi, 2020[5]

### EP
- Mind Invaders

### Àlbums en directe
- Live/Vivo, 1996
- Live & Loud!, 2005
- In Concerto al Rude Club, 2021

### Compartit
- Italian Oi! tribute to NYHC skinheads, 2019

### Recopilatoris
- Odiati & Fieri! - The Early Years 85-88, 1999
- The History of... (Part.1) (The Collected Hits '85-'93), 1993
- The Best ..., 1995
- What Have We Got? Che Cosa Abbiamo?, 2000
- O Melhor Da Klasse Kriminale, 2000
- Desruktivní Generace, 2001
- Amotinado en el mundo, 2001